# Teken van Dalrymple
Het teken van Dalrymple is een begrip uit de oogheelkunde. Het is de benaming voor abnormaal ver opengesperde oogleden. Bij het teken van Dalrymple is de verticale hoogte van de ooglidspleet, het zichtbare gedeelte van het oog, groter dan normaal. Doordat het bovenste ooglid abnormaal ver ingetrokken is, is het oogwit zichtbaar aan de bovenkant van het hoornvlies als men recht naar voren kijkt. Het is een belangrijke aanwijzing dat iemand aan hyperthyreoïdie lijdt. Voorbeelden van hyperthyreoïdische aandoeningen waarbij het teken van Dalrymple optreedt, zijn de ziekte van Graves en exoftalmische schildkliervergroting. Het teken is vernoemd naar de Britse oogarts John Dalrymple (1803–1852).
Andere oogheelkundige tekens die wijzen op de ziekte van Graves zijn het teken van Stellwag (abnormaal weinig knipperen), het teken van Rosenbach (trillende oogleden), en het teken van Jellinek (hyperpigmentatie van de oogleden). 